# Адад-нірарі (цар Алалаха)
Адад-нірарі (Адду-нірарі) (*1-а пол. XV ст. до н. е.) — цар держави Мукіша (Алалаха).

## Життєпис
Ймовірно, старший син царя Ідрімі. Посів трон близько 1480 року до н. е. Про його панування є окремі відомості. З початком походів Тутмоса III до Ханаану вся увага мітанніських царів стала прикута до організації спротиву Єгипту.
Достеменно невідомо чи панував Адад-нірарі під час восьмого походу фараона, який завдав тяжкої поразки Мітанні. Можливо Адад-нірарі брав участь у складі війська Мітанні у битвах з єгиптянами, в яких й загинув. За іншими відомостями загинув у протистоянні з хетами, а вірніше Кіззуватною, яка могла також скористатися послабленням Мітанні в регіоні. Проте участь у боях з єгипетським військом здається більш імовірною. Це сталося між 1465 і 1450 роками до н. е. Йому спадкував брат Нікмепа.